# Menudo (álbum de 1985)
Menudo é um álbum de estúdio da boy band porto-riquenha Menudo, lançado em 1985, pela RCA Records. O álbum fez parte da estratégia da gravadora de conquistar o público estadunidense, sendo direcionado especificamente para esse mercado. Apesar disso, foi lançado no Brasil e em outros países latinos. Compunham os membros do grupo nessa época: Ricky Martin, Roy Rosselló, Charlie Massó, Robbi Rosa e Raymond Acevedo.
O álbum inclui quatro canções produzidas pelo ganhador do Grammy Awards, Howie Rice, e foi supervisionado pelo fundador e empresário do grupo, Edgardo Diaz. Participam também produtores como Carlos Villa e Alejandro Monroy, que trabalharam com Rice e Mary Lynne Pagan. A lista de faixas contém sete canções inéditas, além de três canções do álbum Evolución traduzidas para o inglês.
Comercialmente, o trabalho foi um sucesso. Aparecendo em paradas de sucesso do Brasil, Estados Unidos e Porto Rico.

## Bastidores e produção
Esta foi a terceira vez que o grupo lançou um álbum autointitulado; a primeira foi em 1981, também lançado sob o título Fuego. A segunda foi o décimo sétimo álbum, também lançado em 1985, que trazia na formação os integrantes: Charlie Massó, Roy Rosselló, Robby Rosa, Ricky Martin e o novo membro Raymond Acevedo. Raymond substituiu Ray Reyes depois que Ray foi forçado a deixar o grupo devido a numerosas brigas e desentendimentos entre seu pai e o empresário do grupo. Segundo o irmão de Ray, Raúl Reyes, a saída de Ray já era esperada.
O álbum marca a primeira vez em que o criador do grupo, Edgardo Díaz, apostou em uma mudança no seu time de produção. O responsável pela mudança na sonoridade do álbum é Howie Rice, que foi premiado com um Grammy por seu trabalho com o grupo Pointer Sisters. Ele produziu e compôs quatro faixas do disco e reestruturou o som para que ele parecesse menos latino e mais próximo das tendências da música pop estadunidense, sem perder o apelo ao público juvenil.
A maioria das faixas apresenta Robby Rosa como vocalista principal, incluindo "Explosion", "Hold Me", "Please Be Good To Me", "Don't Hold Back" e "Chocolate Candy". Charlie Massó assume o solo em "When I Dance With You", enquanto Ricky Martin interpreta "Oh, My Love". Ray Acevedo interpreta "You and Me All the Way" e Roy Rosselló tem como solo a canção "Transformation". Além disso, o álbum conta com um dueto em "Come Home", interpretado por Robby e Charlie.

## Divulgação
A divulgação contou com uma turnê em solo estadunidense, patrocinada pela Pepsi, que teve como diferencial o grupo utilizar uma banda tocando ao vivo. Anteriormente, suas apresentações eram feitas a base de playback. A turnê teve inicio em Nova Iorque e passaria por locais como Filadélfia, São Francisco, San Diego, Los Angeles, San Antonio, Corpus Christi, Chicago e Miami.
Em 1986, a gravadora RCA lançou o show no VHS Video Explosion. Todas as canções do álbum, exceto "Transformation", tem performances incluídas nesse álbum de vídeo. Em 2002, a Image Entertainment relançou o trabalho em um DVD, excluindo algumas faixas de um medley de canções de sucesso.

## Singles
"Hold Me" foi lançada como primeiro single e traz Robby Rosa nos vocais principais. Nas paradas musicais da revista Billboard apareceu na Billboard Hot 100 e na Hot R&B/Hip-Hop Songs, nas posições de número 62 e 61, respectivamente. Na parada musical Cash Box Top 100, atingiu a posição de número 61.
Em relação as resenhas dos críticos de música, Suzette Fernandez da revista Billboard afirmou: "A canção em inglês apresentava uma nova geração de membros e um som brilhante de synth-pop, acompanhado de um refrão impossivelmente contagiante, o que a tornou um encaixe perfeito no pop americano de meados dos anos 80." Jason Lipshutz, da mesma revista, comentou: "Uma declaração de amor alegre: Menudo aparece pulando e rodopiando no videoclipe de 'Hold Me', e essa música faz com que os ouvintes queiram fazer o mesmo há décadas." Em 2018, a Billboard classificou a música na 53ª posição em sua lista das "100 Maiores Canções de Boy Band de Todos os Tempos". Em 2020, a revista Rolling Stone classificou a música na 40ª posição em sua lista das "75 Maiores Canções de Boy Band de Todos os Tempos".
"Please Be Good To Me" foi lançada como segundo single e atingiu a posição de número 104 na parada da Billboard Bubbling Under Hot 100.

## Recepção crítica
| Críticas profissionais | Críticas profissionais |
| Avaliações da crítica  | Avaliações da crítica  |
| Fonte                  | Avaliação              |
| ---------------------- | ---------------------- |
| Correio Braziliense    | Desfavorável           |
| Toledo Blade           | Desfavorável           |
| Veja                   | Favorável              |

Em relação aos críticos especializados em música, as resenhas foram desfavoráveis.
Paulo Pestana, do jornal Correio Braziliense, afirmou que álbum apresenta um som padronizado, semelhante ao que é tocado em rádios americanas de FM, com um resultado final mais "equilibrado" em comparação com os trabalhos anteriores. Contudo, ele criticou o som por ser muito pasteurizado, sem autenticidade, apontando que o grupo vestiu uma sonoridade padrão para conquistar um mercado mais amplo, mas sem trazer grandes inovações. Ele comparou a estética musical com a de artistas brasileiros como Rita Lee e Moraes Moreira, afirmando que essa abordagem resulta em algo previsível e "sem riscos".
Tom Ford, do jornal estadunidense Toledo Blade, escreveu que o álbum pode agradar o público jovem, como aqueles que assistem a desenhos aos sábados de manhã, mas que qualquer pessoa acima de 14 anos provavelmente se desanimaria com o estilo visual do grupo. Ele considerou as músicas "sintéticas, dançantes, animadas e totalmente desprovidas de impacto e substância".
O crítico da revista Veja afirmou que o  álbum apresenta uma evolução musical significativa, com arranjos mais próximos do funk e rock americanos e vocais mais elaborados que evitam o uníssono repetitivo dos discos anteriores. Notou que o produtor reestruturou o som do grupo para torná-lo mais moderno e alinhado às tendências internacionais, sem perder o apelo infantil. Em acréscimo, destacou que o grupo mudou a sonoridade de seu som "e mudou para melhor".

## Prêmios
No 14º Festival de Música de Tóquio, realizado em 31 de março de 1985, na arena Nippon Budokan, em Tóquio, no Japão, o grupo foi agraciado com o "Prêmio Ouro" pela canção "Explosion", a segunda melhor condecoração do evento, logo após o laureado com o "Grande Prêmio". Ao quinteto foi entregue a quantia de 1 milhão de ienes (ou yens), o equivalente a cerca de quatro mil dólares na época.

## Lista de faixas
- Créditos adaptados do encarte do álbum Menudo, de 1985.[18]

| N.º | Título                                                             | Compositor(es)                   | Vocalista principal        | Duração |  |
| 1.  | "Hold Me"                                                          | H. Rice                          | Robby Rosa                 | 4:17    |  |
| 2.  | "You And Me All The Way"                                           | H. Rice, A. Rich                 | Raymond Acevedo            | 3:57    |  |
| 3.  | "Come Home"                                                        | H. Rice, A. Rich                 | Charlie Massó e Robby Rosa | 3:39    |  |
| 4.  | "When I Dance With You" (English version of "Yo Seré Tu Bailarín") | C. Villa, A. Monroy, M. L. Pagán | Charlie Massó              | 3:39    |  |
| 5.  | "Don't Hold Back"                                                  | H. Rice, A. Rich                 | Robby Rosa                 | 3:24    |  |
| 6.  | "Explosion"                                                        | M. L. Pagán                      | Robby Rosa                 | 3:54    |  |
| 7.  | "Oh, My Love" (English version of "Rayo De Luna")                  | C. Villa, A. Monroy, M. L. Pagán | Ricky Martin               | 3:47    |  |
| 8.  | "Chocolate Candy" (English version of "Sabes A Chocolate")         | C. Villa, A. Monroy, M. L. Pagán | Robby Rosa                 | 4:16    |  |
| 9.  | "Transformation"                                                   | C. Villa, A. Monroy, M. L. Pagán | Roy Rosselló               | 3:41    |  |
| 10. | "Please Be Good To Me"                                             | C. Villa, A. Monroy, M. L. Pagán | Robby Rosa                 | 3:54    |  |

## Tabelas

### Tabelas semanais
| Tabela musical (1985)                       | Melhor posição |
| ------------------------------------------- | -------------- |
| Brasil (Nopem)                              | 10             |
| Estados Unidos (Billboard 200)              | 100            |
| Estados Unidos (Billboard Latin Pop Albums) | 19             |
| Porto Rico (Billboard Top Latin Albums)     | 7              |